# Sârbești (okręg Gorj)
Sârbești – wieś w Rumunii, w okręgu Gorj, w gminie Alimpești. W 2011 roku liczyła 510 mieszkańców.